# アバコパン
アバコパン（Avacopan）は、抗好中球細胞質自己抗体関連血管炎（ANCA関連血管炎）の治療に使用される医薬品である。経口投与可能な補体C5a受容体阻害薬としては初めてのものである。
日本では2021年9月に、米国では2021年10月に医療用医薬品として承認された。欧州医薬品庁の医薬品委員会は2021年11月、重度で活動性の顕微鏡的多発性血管炎または多発血管炎性肉芽腫症の成人を対象とした、リツキシマブまたはシクロホスファミド療法との併用による使用の承認勧告を採択した。
2019年3月に、厚生労働省より希少疾病用医薬品の指定を受けている。

## 効能・効果
- 顕微鏡的多発血管炎
- 多発血管炎性肉芽腫症

## 副作用
重大な副作用は、
- 肝機能障害

肝細胞損傷（0.6%）、胆汁鬱滞性肝炎（0.6%）等の重篤な肝胆道系障害（2.4%）、重篤な肝機能検査値上昇（1.2%）
- 重篤な感染症

肺炎（1.2%）等
である。

## 作用機序
アバコパンは選択的C5aR拮抗作用によってC5a-C5aRシグナルを介した好中球のプライミングを抑制する。それにより、好中球によって誘発されるANCAを介した血管炎の増幅を緩和させ、ANCA関連血管炎の病態を改善する。一方、他の補体系には作用しないため、髄膜炎菌をはじめとする莢膜形成菌の感染防御に必要な膜侵襲複合体C5b-9の形成に影響を及ぼさない。—タブネオスカプセル10mg インタビューフォーム